# Giacomo Rospigliosi
Giacomo Rospigliosi (ur. 29 grudnia 1628 w Pistoia, zm. 2 lutego 1684 w Rzymie) – włoski duchowny i dyplomata, kardynał, bratanek papieża Klemensa IX i brat kardynała Felice Rospigliosi.

## Życiorys
Był synem Camillo Rospigliosi i Laury Cellesi. Od 1643 należał do otoczenia swojego wuja Giulio Rospigliosi, który w 1644 został nuncjuszem apostolskim w Hiszpanii. Podczas pobytu w tym kraju (1644-1653) ukończył studia prawnicze na uniwersytecie w Salamance (1649). Następnie powrócił do Rzymu. Przed rozpoczęciem konklawe 1655 Giacomo wygłosił do kardynałów kazanie De eligendo pontifice. Nowym papieżem został Fabio Chigi jako Aleksander VII, który mianował jego wuja Giulio sekretarzem stanu (1655), a następnie kardynałem (1657). Dzięki temu Giacomo został włączony do służby dyplomatycznej Stolicy Apostolskiej. Uczestniczył w negocjacjach z Francją i był internuncjuszem w Brukseli (do 1667).
20 czerwca 1667 Giulio Rospigliosi został wybrany na papieża, przyjmując imię Klemens IX, co otworzyło Giacomo drogę do najwyższych stanowisk kościelnych. Klemens IX odwołał go z Brukseli i na konsystorzu 12 grudnia 1667 mianował kardynałem prezbiterem, mimo że nie miał jeszcze wówczas żadnych święceń. Cztery dni później Giacomo, zgodnie z przyjętą od dawna praktyką nepotyzmu, został mianowany na stanowisko superintendenta generalnego Stolicy Apostolskiej, co formalnie czyniło go drugą osobą po papieżu. Ponadto został też prefektem Trybunału Apostolskiej Sygnatury Łaski (od 20 grudnia 1667), gubernatorem Fermo (30 stycznia 1668 do 1671), gubernatorem Tivoli i Capranica (24 stycznia 1668 do 1671), legatem (gubernatorem) w Awinionie (30 stycznia 1668 do 19 maja 1670) oraz opatem komendatoryjnym opactwa w Nonantola i archiprezbiterem Bazyliki S. Maria Maggiore w Rzymie. Jako kardynał prezbiter otrzymał kościół tytularny San Sisto (30 stycznia 1668), który 16 maja 1672 wymienił na Santi Giovanni e Paolo.
Po śmierci Klemensa IX na dwóch kolejnych konklawe (w 1669-70 i w 1676) był przywódcą grupy kardynałów mianowanych przez jego wuja. Po wyborze Klemensa X (29 kwietnia 1670), zgodnie z obyczajem, utracił stanowisko superintendenta (objął je krewny nowego papieża). Jako archiprezbiter Bazyliki S. Maria Maggiore uczestniczył w obchodach roku jubileuszowego w 1675. Od stycznia 1680 do stycznia 1681 sprawował kadencyjną funkcję kamerlinga Kolegium Kardynałów. W Kurii Rzymskiej działał także jako kardynał-protektor kamedułów (od 1 lutego 1668) i kapucynów (od 3 marca 1673). Zmarł w wieku 55 lat.